# Mesoclemmys vanderhaegei
La tortuga cabeza de sapo (Mesoclemmys vanderhaegei), también llamada tortuga sapo, es una especie de tortuga de la familia Chelidae. Habita en ambientes acuáticos del centro de Sudamérica, asociada a las áreas abiertas de las sabanas. El nombre de la especie es en honor al zoólogo M. Vanderhaege.

## Distribución
Esta especie se distribuye por las cuencas de los ríos Amazonas, Tocantins, Paraguay, Paraná, y Uruguay, desde el departamento de Santa Cruz en Bolivia, en Brasil en los estados de Paraná, São Paulo, Minas Gerais, Mato Grosso do Sul, Mato Grosso, Goiás, y Tocantins; Paraguay, el norte del Uruguay, y el nordeste de la Argentina. En este último país cuenta con escasos registros chaqueños en las provincias de Formosa (en la Reserva El Bagual) y Santa Fe (en la localidad de Malabrigo). Además suma pocos registros de la Mesopotamia. En Misiones, se capturó una hembra adulta en el arroyo Divisa en la ciudad de Posadas, departamento Capital (27°24′S 55°54′O), a 84 m s. n. m., en noviembre de 2005, y en julio de 2006, un adulto fue fotografiado en una pequeña laguna en los alrededores del Aeropuerto de Posadas, departamento Capital (27°24′S 55°58′O), a 114 m s. n. m. En Corrientes, una hembra adulta fue capturada con línea de pesca en un estanque en la «Chacra 65» del «Paraje Carpincho», Colonia Liebig, departamento Ituzaingó (27°51'32"S 55°52'35"O), a 134 m s. n. m., en agosto de 2006.

## Características
Es una especie estrechamente relacionada con Mesoclemmys gibba, pudiendo llegar a ser una subespecie de ella. Fue descripta en 1973 como una subespecie de Mesoclemmys tuberculata, pero fue elevado al rango de especie en 1987.

## Comportamiento
Sus hábitos de nidificación son poco conocidos. Se reportaron huevos elipsoidales 35 mm de largo por 28 mm. Se alimentan principalmente de peces, insectos acuáticos, y otros pequeños invertebrados acuáticos.

## Conservación
En la lista roja de la IUCN la especie posee una categoría de riesgo menor a nivel global: «Cercana a la amenaza». En la Argentina, es una especie rara, considerándola Juan Carlos Chébez como: «Insuficientemente conocida».

## Publicación original
- Bour, 1973: Contribution a la connaissance de Phrynops nasutus (Schweigger: 1812) et Phrynops tuberculatus (Luederwaldt: 1926). Description d'une nouvelle sous-espèce originaire du Paraguay, Phrynops tuberculatus vanderhaegei (Testudinata - Pleurodira - Chelidae. Bulletin de la Société Zoologique de France, vol. 98, p. 175-190.
- La localidad tipo es: “les environs d’Asunción au Paraguay”; restringida a “Tobati, La Cordillera, Paraguay” por Bour & Pauler 1987.